# Call of Duty: Roads to Victory
Call of Duty: Roads to Victory ist ein Ego-Shooter für die PlayStation Portable mit Zweiter Weltkrieg Thematik innerhalb der Call-of-Duty-Spieleserie. Es wurde von Amaze Entertainment entwickelt und erschien im März 2007.

## Handlung
Es gibt im Spiel eine amerikanische, kanadische und britische Kampagne. Dabei werden Operation Market Garden, Operation Avalanche, Operation Detroit, Schlacht an der Scheldemündung, Operation Infatuate und Operation Blockbuster inszeniert.

## Spielprinzip
Der namenlose Spielercharakter durchkämmt linear aufgebaute Levels. Eine Zielhilfe vereinfacht das Anvisieren von Feinden. Im Ad-hoc-Netz können bis zu 6 Spieler die Modi Deathmatch, Capture-the oder King of the Hill spielen.

## Rezeption
Das Spiel sei ein technisch solider durchschnittlicher Weltkriegs-Shooter, der an der starken Abnutzung des Szenarios leide. Das Spiel sei kurzweilig, aber nicht sonderlich spannend. Der Titel sei vergleichbar mit Medal of Honor Heroes.